# Polypodiodes pseudolachnopus
Polypodiodes pseudolachnopus là một loài thực vật có mạch trong họ Polypodiaceae. Loài này được S.G. Lu miêu tả khoa học đầu tiên năm 1999.